# Empidideicus cnecotoichus
Empidideicus cnecotoichus är en tvåvingeart som beskrevs av Neal L. Evenhuis 2009. Empidideicus cnecotoichus ingår i släktet Empidideicus och familjen svävflugor. Inga underarter finns listade i Catalogue of Life.